# René Girard (futebolista)
René Girard (Vauvert, 4 de março de 1954), é um treinador e ex-futebolista francês que atuava como meia. Atualmente está comandando o Nantes.

## Carreira
Competiu na Copa do Mundo FIFA de 1982, sediada na Espanha, na qual a seleção de seu país terminou na quarta colocação dentre os 16 participantes.. além disso só jogou na França, pelo Nîmes e Bordeaux.
Como treinador, iniciou no próprio Nîmes, em 1991, retornando em 1994. para segunda passagem. depois comandou o Pau FC, Strasbourg, foi ser auxiliar técnico da Seleção Francesa e depois comandou as Seleções das categorias sub-19, 16 e 21. atualmente comanda o Montpellier.

## Títulos

### Jogador
Bordeaux
- Ligue 1: 1983-84, 1984-85, 1986-87
- Copa da França: 1985-86, 1986-87
- Supercopa Francesa: 1986

### Treinador
Montpellier
- Ligue 1: 2011-12